# René Schneider
René Schneider (ur. 1 lutego 1973 roku w Schwerinie) – niemiecki piłkarz występujący na pozycji obrońcy.

## Kariera klubowa
René Schneider zawodową karierę rozpoczynał w 1989 roku w 1. FC Magdeburg. W jego barwach zadebiutował jednak dopiero podczas rozgrywek 1991/92, kiedy to wystąpił łącznie w 21 ligowych pojedynkach. Latem 1993 roku Schneider przeniósł się do Stahl Brandenburg. Spędził tam jednak tylko jeden sezon, po czym podpisał kontrakt z zespołem FC Hansa Rostock. W nowym klubie niemiecki obrońca od razu wywalczył sobie miejsce w podstawowej jedenastce. Razem z drużyną zwyciężył w rozgrywkach drugiej ligi i w kolejnych rozgrywkach zadebiutował w Bundeslidze. W 1997 roku Schneider został zawodnikiem Borussii Dortmund, z którą zwyciężył w Lidze Mistrzów i Pucharze Interkontynentalnym. W zespole BVB Niemiec przez trzy sezony rozegrał zaledwie jedenaście meczów. W 1999 powrócił do Hansy Rostock, jednak tam także nie potrafił odzyskać formy, jaką prezentował w połowie lat 90. Ostatnie lata swojej kariery Schneider spędził w drużynach Hamburger SV oraz VfL Osnabrück. Od 2004 do 2007 roku reprezentował natomiast barwy amatorskiego klubu SV Warnemünde.

## Kariera reprezentacyjna
W reprezentacji swojego kraju Schneider zadebiutował 15 grudnia 1995 roku w zremisowanym 0:0 spotkaniu przeciwko Republice Południowej Afryki. W 1996 roku Berti Vogts dosyć niespodziewanie powołał go do 22-osobowej kadry na Mistrzostwa Europy, które zakończyły się triumfem „Die Nationalelf”. Schneider na Euro pełnił rolę rezerwowego i nie zagrał w żadnym meczu. Łącznie w barwach drużyny narodowej wystąpił tylko w jednym pojedynku.